# Croatie aux Jeux méditerranéens de 2018
Cet article contient des informations sur la participation et les résultats de la Croatie aux Jeux méditerranéens de 2018 à Tarragone en Espagne.

## Médailles

### Or
| Sport              | Discipline               | Sportifs   |
| Médailles d'or : 1 |                          |            |
| Haltérophilie      | 85 kg Épaulé-jeté hommes | Amar Musić |

### Argent
| Sport                  | Discipline             | Sportifs        |
| Médailles d'argent : 4 |                        |                 |
| Athlétisme             | Lancer du poids hommes | Stipe Žunić     |
| Gymnastique artistique | Cheval d'arçons hommes | Robert Seligman |
| Karaté                 | Moins de 75 kg hommes  | Enes Garibovic  |
| Taekwondo              | Moins de 49 kg femmes  | Kristina Tomic  |

### Bronze
| Sport                   | Discipline                          | Sportifs         |
| Médailles de bronze : 3 |                                     |                  |
| Lutte                   | Moins de 60 kg gréco-romaine hommes | Ivan Lizatov     |
| Lutte                   | Moins de 77 kg gréco-romaine hommes | Božo Starčević   |
| Taekwondo               | Moins de 57 kg femmes               | Nikita Glasnovic |